# Graphis (czasopismo)
Graphis, The International Journal of Visual Communication (ang. Międzynarodowy Magazyn Komunikacji Wizualnej Graphis) – czasopismo poświęcone szeroko pojętej grafice artystycznej i użytkowej. 
Pierwszy numer ukazał się w 1944 w Zurychu, jego redaktorem naczelnym i wydawcą był Walter Herdeg. W 1986 nowy właściciel, B. Martin Pedersen, przeniósł redakcję magazynu do Nowego Jorku. 
Każdy numer Graphis stara się zaprezentować najbardziej interesujące osiągnięcia z dziedziny wzornictwa, reklamy, fotografii i ilustracji. Graphis ukazuje się sześć razy do roku i jest rozprowadzany na całym świecie w jednolitej wersji.
Od czerwca 2006 rozpoczęła się poważna zmiana w cyklu edytorskim i sposobie wydawania magazynu. Został on podzielony na trzy niezależne tytuły: Graphis Design Journal (ang. Magazyn Wzornictwa), Graphis Advertising Journal (ang. Magazyn Reklamy), Graphis Photography Journal (ang. Magazyn Fotograficzny). Każda z trzech nowych edycji Graphisu ukazuje się trzy razy do roku.